# Azul y Negro
Azul y Negro est un duo espagnol de musique electropop qui a débuté dans les années 1980,.

## Discographie
- 1981 : La edad de los colores
- 1982 : La noche
- 1983 : Digital
- 1984 : Suspense
- 1985 : Mercado común
- 1986 : Babel
- 1988 : Es el colmo (maxisingle)
- 1989 : No smoking (maxisingle)
- 1993 : De vuelta al futuro
- 2002 : Recuerdas?
- 2002 : Mare Nostrum
- 2003 : ISS (Incursión Sonora Surround), deux versions, stéréo et DTS
- 2005 : VOX